# Paul Grasse
Paul Grasse (* 23. Dezember 1883 in Dahme/Mark (Landkreis Jüterbog-Luckenwalde); † 24. Januar 1946 in Berlin) war ein deutscher kommunistischer Gewerkschaftsfunktionär und Widerstandskämpfer gegen das NS-Regime.

## Leben
Als unehelicher Sohn der Gutsmagd Karoline Grasse wuchs Paul Grasse in ärmlichen Verhältnissen auf. Er besuchte die Volksschule und arbeitete danach als Gelegenheitsarbeiter auf Baustellen in Berlin. Er erlernte bald darauf das Dreherhandwerk. Im Jahr 1903 trat er in den freigewerkschaftlichen Deutschen Metallarbeiter-Verband (DMV) ein. Bald darauf wurde er Mitglied der SPD. Nach einer Wanderschaft wurde Grasse in Berlin sesshaft.
In Berlin arbeitete Grasse zunächst als Kaufmann. 1910 heiratete er. Am Ersten Weltkrieg nahm Grasse in allen Kriegsjahren von 1914 bis 1918 als einfacher Soldat teil. Aufgrund seiner Unzufriedenheit mit dem Kriegsverlauf und der sozialen Situation wurde er 1917 Mitglied der USPD. Er beteiligte sich an den Kämpfen der Novemberrevolution Ende 1918 in Berlin. Mit dem linken Flügel der USPD trat Grasse Ende 1920 zur KPD über, in der er bald darauf mehrere Funktionen übernahm. 1925 wurde er Mitglied der Berliner KPD-Bezirksleitung, 1927 wählten ihn die Delegierten des XI. Parteitages der KPD als Kandidaten in das Zentralkomitee der KPD. Zugleich war Grasse Mitglied der Roten Hilfe Deutschlands (RHD).
Grasse war zudem für die KPD zwischen 1928 und 1932 Abgeordneter des Preußischen Landtages. In dieser Zeit leitete er auch die Kommunalabteilung der KPD-Bezirksleitung Berlin-Brandenburg-Lausitz-Grenzmark. Mitte 1932 soll Grasse im Zuge von organisatorischen Veränderungen in der Berlin-Brandenburger KPD in die Bezirksleitung der Revolutionären Gewerkschafts-Opposition (RGO) „versetzt“ worden sein. Im Laufe des Jahres 1932 übernahm Grasse außerdem eine führende Position im Einheitsverband der Metallarbeiter Berlins (EVMB).
Nach der Machtübernahme der Nationalsozialisten nahm die Polizei Grasse am 28. Februar 1933 im Zusammenhang mit der Reichstagsbrandverordnung bei einem Treffen von leitenden Funktionären des EVMB fest. Das Treffen fand bereits in der Illegalität statt. Grasse wurde gewaltsam verhört und in das KZ Columbia überführt. Danach war er im Polizeigefängnis Alexanderplatz und nach Angaben von Stefan Heinz vermutlich im SA-Gefängnis Papestraße in Haft. Vom 5. Januar bis 5. April 1934 ist er in Unterlagen zudem als Häftling des KZ Oranienburg registriert. Erneut soll er dort misshandelt worden sein.
Nach der Haftentlassung tauchte Grasse in Berlin unter. Im Auftrag der illegalen KPD reiste der kommunistische Gewerkschafter im Dezember 1934 nach Prag. Er übernahm eine Tätigkeit als Generalagent der Deutschen Volkszeitung für den Vertrieb in Europa. Zugleich übernahm er die Funktion des Politischen Leiters der emigrierten Kommunisten in der Tschechoslowakei (ČSR).
1937 emigrierte Grasse nach Frankreich. In Paris nahm der Kommunist aktiv am illegalen Wiederaufbau der Exil-KPD teil. Ende Dezember 1937 erfolgte seine offizielle Ausbürgerung und er verlor somit die deutsche Staatsbürgerschaft. Die Gestapo fahndete unterdessen nach Grasse. Von Frankreich aus beteiligte sich Grasse in leitender Funktion an der Koordinierung illegaler Aktionen gegen das NS-Regime im Deutschen Reich. Ab Frühjahr 1942 war Grasse unter dem falschen Namen Josef Ullmann Mitglied der neuen KPD-Westleitung, die zu diesem Zeitpunkt von Otto Niebergall angeführt wurde.
Im November 1943 wurde Grasse in Paris verhaftet und an die Gestapo ausgeliefert. Er kam mehrere Monate in Untersuchungshaft. Ende August 1944 wurde er mit einem Transport aus Compiègne in das KZ Buchenwald überführt, wo er unter anderem als Kapo im Krankenbau des Lagers tätig war. Im KZ Buchenwald bei Weimar blieb er bis zur Befreiung des Lagers.
Erst im Juni 1945 kehrte Grasse, der inzwischen infolge eines zum Ende der Haftzeit erlittenen Schlaganfalls gesundheitlich schwer gezeichnet war, nach Berlin zurück. Bald darauf verstarb er.

## Ehrungen
Im Berliner Stadtteil Prenzlauer Berg ist seit 1953 eine Straße nach Paul Grasse benannt.